# 石㚟
石㚟，石氏，名㚟，又作石盂，春秋时期郑国大夫，官至太宰。
前562年（周灵王十年、鲁襄公十一年、楚共王二十九年、郑简公四年）九月，晋国率领诸侯进攻郑国，郑国派良霄、太宰石㚟去到楚国，告诉楚国，自己准备对晋国顺服，说：“孤由于国家的缘故，不能怀念楚君了。楚君如果能够用玉帛安抚晋国，否则，就用武力对他们加以威慑，都是孤之所愿。”楚国囚禁了二人。《春秋经》记载称他们是“行人”，表明他们是使者，不应该有罪。前560年（周灵王十二年、鲁襄公十三年、楚共王三十一年、郑简公六年），良霄、石㚟还在楚国。石㚟对楚国令尹子囊说：“先王为了征伐，要连续占卜五年，每年重复吉兆，就出兵。若有一年占卜不吉利，就努力修德而重新占卜。现在楚国实在不能自强，使节有什么罪过。留下一个郑卿良霄，就去掉了他对郑国君臣的威逼，让郑国上下和睦，怨恨楚国，顺从晋国。不如让良霄回去，他没有完成任务，会埋怨国君、怀恨大夫，因而郑国君臣互相牵制，不是更好吗？”楚国人于是放回良霄。前551年（周灵王二十一年、鲁襄公二十二年、楚康王九年、郑简公十五年），子产出使晋国时，说郑国偏向楚国的是子侯和石盂，郑国国君回国以后就讨伐了二人。